# Петер Кнуст
Петер Кнуст (нім. Peter Knust, 14 вересня 1960) — німецький плавець.
Призер Чемпіонату світу з водних видів спорту 1978 року.
Призер Чемпіонату Європи з водних видів спорту 1977, 1981 років.